# Universitat de Khàrkiv
La Universitat Nacional Vasili Karazin de Khàrkiv (en ucraïnès: Харківський національний університет імені В. Н. Каразіна) és una universitat pública situada a la ciutat de Khàrkiv, a Ucraïna. És la segona universitat més antiga del país després de la Universitat de Lviv.

## Història
La Universitat de Khàrkiv va ser fundada el 29 de gener de 1804 pel professor de matemàtiques Vasili Karazin, que prèviament havia estat el professor particular del tsar (decret del tsar de fundació oficial de 17 de gener de 1805). Va recollir entre la població local de Khàrkiv els fons suficients per a construir la universitat.
El 1805 la universitat comptava amb tan sols 57 alumnes, encara que trenta anys més tard la xifra augmentaria considerablement, fins a acollir a 263 estudiants, en la seva majoria cursant la facultat de medicina i de dret. El 1807 es va obrir una secció dedicada a l'estudi zoològic i botànic, que en l'actualitat és el Museu de la Natura Nuch de Khàrkiv.
Durant la creació de la Unió Soviètica, Khàrkiv es va convertir en una important ciutat universitària, sent una de les més importants de l'est del país. Durant l'època soviètica, es va ampliar el complex i es van afegir vuit nous departaments: Matemàtiques, Física, Geologia i geografia, Econòmiques, Història, Filologia, Idiomes, Ciències i Formació universitària.
Després del desmembrament de l'URSS, el president d'Ucraïna, Leonid Kutxma, va indicar que, "la contribució que la Universitat del Khàrkiv ha fet al país, ha permès la formació d'especialistes qualificats i el desenvolupament de la ciència a Ucraïna". Kutxma va concedir l'estatus d'universitat nacional i posteriorment va ser canviada de nom amb el nom del seu fundador el 2004. L'Estat també va finançar un segon edifici batejat com a "Acadèmia Govorov".

## Facultats
| Nom                                            | Pàgina web                            |
| ---------------------------------------------- | ------------------------------------- |
| Facultat de Biologia                           |                                       |
| Facultat de Química                            |                                       |
| Facultat d'Electrònica                         |                                       |
| Facultat d'Ecologia                            |                                       |
| Facultat d'Econòmiques                         | Arxivat 2020-10-12 a Wayback Machine. |
| Facultat de Relacions Internacionals i Turisme |                                       |
| Facultat d'Idiomes                             |                                       |
| Facultat de Medicina                           |                                       |
| Facultat de Geologia i geografia               |                                       |
| Facultat d'Història                            |                                       |
| Facultat de Matemàtiques                       |                                       |
| Facultat de Dret                               | Arxivat 2016-04-28 a Wayback Machine. |
| Facultat de Física                             |                                       |
| Facultat de Filologia                          |                                       |
| Facultat de Filosofia                          |                                       |
| Facultat de Psicologia                         | Arxivat 2016-04-27 a Wayback Machine. |
| Facultat de Mecànica                           | Arxivat 2020-09-01 a Wayback Machine. |
| Facultat de Radiofísica                        |                                       |
| Facultat de Sociologia                         | Arxivat 2015-05-12 a Wayback Machine. |

## Alumnes notables

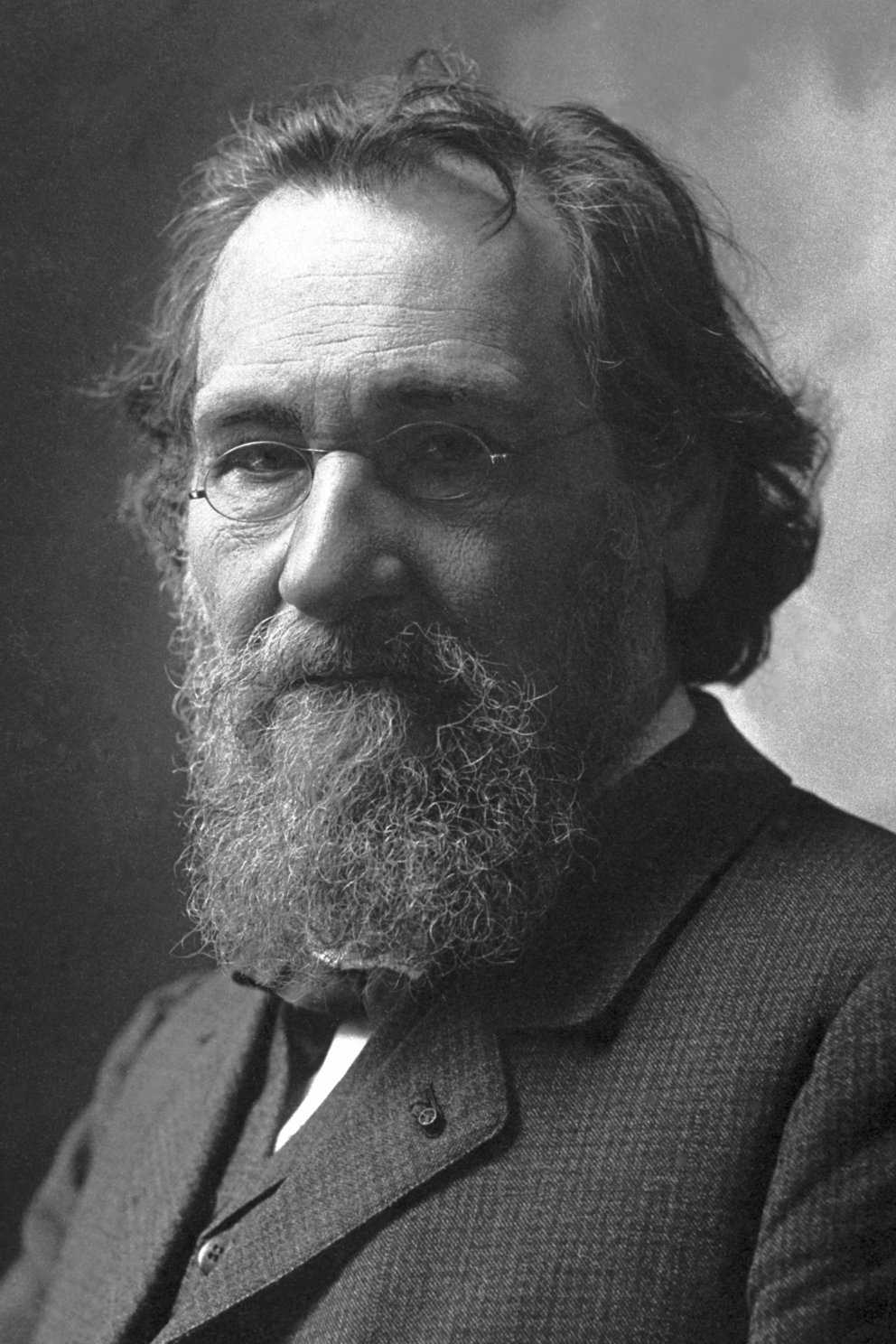
Ilià Métxnikov, un dels alumnes més destacats de la Universitat de Khàrkiv.

- Serguei Aleksandrovski, poeta i traductor rus.
- Oksana Ivanenko traductora i escriptora infantil
- Sant Joan de Shanghai i Sant Francesc, sant de l'Església ortodoxa.
- Simon Kuznets, economista rus-estatunidenc, guanyador del Premi en Ciències Econòmiques en memòria d'Alfred Nobel el 1971.
- Lev Landau, físic i matemàtic soviètic, guanyador del Premi Nobel de Física el 1962.
- Ilià Métxnikov, microbiòleg rus, guanyador del Premi Nobel de Fisiologia o Medicina el 1908.
- Jerzy Neyman, matemàtic polonès.
- Józef Piłsudski, militar i cap d'Estat de la[Segona República de Polònia.
- Alekséi Pogorélov, matemàtic rus.
- Henryk Siemiradzki, pintor polonès.